# Перово (станция метро)
«Перо́во» — станция Московского метрополитена на Калининской линии. Расположена под Зелёным проспектом между 2-й и 3-й Владимирскими улицами на границе районов Новогиреево и Перово (ВАО), по последнему из которых и получила своё название. Открыта 30 декабря 1979 года в составе участка «Марксистская» — «Новогиреево». Односводчатая станция мелкого заложения с одной островной платформой.

## История и происхождение названия
Строительство станции «Перово» велось в 1975—1979 годах в ходе прокладки первого участка Калининского радиуса Московского метрополитена («Марксистская» — «Новогиреево») протяжённостью 12,2 км. На первоначальном этапе проектирования и строительства станция носила проектное название «Перово поле» (по названию бывшего рабочего посёлка Перово Поле, располагавшегося севернее нынешнего Зелёного проспекта и включённого в состав Москвы ещё в 1940 году). Станцию строил тоннельный отряд № 6 Мосметростроя (начальник И. А. Яцков).
Пуск участка был приурочен к Московской Олимпиаде 1980 года. 16 декабря 1979 года по участку впервые прошёл пробный поезд с пассажирами-метростроевцами, а 30 декабря того же года, в канун Нового года, станция «Перово» распахнула свои двери перед пассажирами: участок был сдан в постоянную эксплуатацию. После ввода в эксплуатацию участка в Московском метрополитене стало 114 станций. Название станции происходит от названия подмосковного села, а с 1925 года — города Перово, который в 1960 году вошёл в состав Москвы. На некоторых перспективных схемах станция также носила рабочее название «Владимирская», происходящее от располагавшегося севернее подмосковного города Перово бывшего Владимирского посёлка.

## Архитектура и оформление

### Конструкция станции
Архитектурный проект станции был подготовлен архитекторами Н. А. Алёшиной и В. С. Воловичем (при участии Н. К. Самойловой и Р. П. Ткачёвой) и инженерами-конструкторами Т. А. Жаровой и Ю. З. Муромцевым.
Станция «Перово» — односводчатая станция мелкого заложения. Сооружена из монолитного железобетона с распором свода на предварительно сооружённые «стены в грунте». Западный и восточный торцы станционного зала соединены лестницами с подземными вестибюлями.

### Вестибюли
Станция располагает двумя подземными вестибюлями. 
Выходы из них ведут в подземные переходы под Зелёным проспектом, причём переход, расположенный с западной стороны станции, соединён с двумя переходами под 2-й Владимирской улицей. Всего западный вестибюль имеет шесть выходов на поверхность по разным сторонам Зелёного проспекта и 2-й Владимирской улицы, а восточный — два выхода.

### Оформление
Художественное оформление станционного зала посвящено теме «Народное творчество». Авторы архитектурно-художественного оформления — художники Л. А. Новикова и В. И. Филатов. Они выполнили это оформление преимущественно в белых тонах, что, по их замыслу, должно создавать ощущение лёгкости и простора. Путевые стены облицованы: вверху — белым мрамором, снизу — чёрным габбро. Пол станции выложен коричневым, серым и чёрным гранитом.
При оформлении цоколя стен и размещении на них резных каменных панно авторам оформления станции удалось, опираясь на традиции русского народного прикладного искусства, уйти от характерного для 1970-х годов мейнстрима, который отличал художественное оформление построенных в то время станций метро и делал акцент на использование металлического декора (чеканка, художественное литьё и т. д.) и упрощённых, почти схематичных изображениях. При оформлении станции «Перово» они применили декор в виде резьбы по камню в традиционном русском «хоромном» стиле.
Всего на путевых стенах станции размещено четыре пары декоративных резных панно, облицованных ромбической клеткой из белоснежного мрамора с месторождения Коелга. В центре каждого панно располагается основное изображение, обрамлённое растительным орнаментом. И сюжет, и стилистика изображений восходят к русскому народному творчеству.
На панно, размещённом справа от восточного входа в станционный зал, изображено дерево с сидящей на нём птицей, а на панно, находящемся слева — сказочная райская птица Сирин с небольшой короной на голове (иногда в этой птице ошибочно видят птицу Феникс или даже персонажа сказки «Финист — Ясный сокол» — юношу, способного превращаться в сокола). На следующей паре располагающихся друг напротив друга панно представлены сказочная вещая птица Гамаюн и лев. Третью пару образуют панно с изображениями крылатого коня и двух солнц — Солнышка с ликом ясным и Солнышка с ликом опечаленным. Последняя пара включает панно с повторением мотива первого панно и панно с изображением голубки.

По словам художника Л. А. Новиковой (которая ещё со студенческих лет увлекалась русским народным искусством и ездила в фольклорные экспедиции на Север), птица Сирин изображена как символ счастья, лев — как хранитель домашнего очага, а ромбы, в которые вписаны сказочные существа, с древности символизируют солнце на русских вышивках и наличниках. Крылатого коня часто рассматривают как символ силы и благополучия, солнце — как источник жизни на Земле.
По оси станции расположено пять световых указателей направления движения поездов, каждый из которых окружён скамейками. 
Над арками выходов в город располагаются цветочные орнаменты, выполненные методом резьбы по штукатурке. 
Освещение станции обеспечивают светильники, выполненные по эскизам художника М. Алексеева и размещённые в нишах на своде станции зигзагом. Их свет как бы создаёт лёгкое кружево из треугольных элементов, напоминающее рябь пера (что намекает, вероятно, на название станции).

## Наземный общественный транспорт

### Городской
На этой станции можно пересесть на следующие маршруты городского пассажирского транспорта:
- Автобусы: 141, 314, 617, 619, 620, 659, с676, 787, 842, т77, н4
- Трамваи: 36, 37

### Областной
- 473к: Балашиха (ТЦ Макссити) —  Перово
- 587к: Монино (ВВА им. Гагарина) —  Перово
- 886: Лукино-Варино —  Перово

## Станция в цифрах
- Код станции — 080.
- Глубина заложения станции — 9 метров.
- Среднесуточный пассажиропоток составляет 53,8 тысяч человек[21].
- Таблица времени прохождения первого поезда через станцию[22]:

| По чётным числам                      | Будние дни | Выходные дни |
| По нечётным числам                    | Будние дни | Выходные дни |
| В сторону станции «Шоссе Энтузиастов» | 05:33:00   | 05:33:00     |
| В сторону станции «Шоссе Энтузиастов» | 05:33:00   | 05:33:00     |
| В сторону станции «Новогиреево»       | 05:57:00   | 05:57:00     |
| В сторону станции «Новогиреево»       | 05:57:00   | 05:57:00     |

## Галерея
- Центральная часть станции и колонна экстренного вызова с монитором
- Отправление поезда со станции